# Dorota Zięciowska
Dorota Zięciowska (ur. 23 października 1960) – polska aktorka. 

## Biografia
Ukończyła VII Liceum Ogólnokształcące im. Zofii Nałkowskiej w Krakowie. Absolwentka Państwowej Wyższej Szkoły Teatralnej im. Ludwika Solskiego w Krakowie, a także londyńskiego London Academy of Music and Dramatic Art. 
W latach 80. i 90. przebywała za granicą gdzie występowała w teatrze emigracyjnym. Grała również w angielskim serialu Crossroads (pod pseudonimem Dorota Zienska) i wystąpiła w kilku epizodach m.in. w Supermanie IV. Po powrocie do kraju zaczęła występować w polskich serialach. 
W 2004 roku dostała rolę Wróżki Chrzestnej w polskiej wersji filmu Shrek 2, w którym wykonała dwie piosenki, m.in. nową wersję piosenki Holding Out for a Hero Bonnie Tyler. Przez kilka lat wykładała również Piosenkę Aktorską w Państwowej Wyższej Szkole Teatralnej im. Ludwika Solskiego w Krakowie. W 2013 roku zagrała w spektaklu Hiszpańska Mucha w warszawskim Teatrze Kamienica.

## Filmografia
- 1982: Fucha – zapowiadająca loty na Okęciu
- 1982: Życie Kamila Kuranta – Elżbieta, służąca Gorlickiej
- 1985: Wynne & Penkovsky – Natasha
- 1987: Superman IV – rosyjska kosmonautka
- 1988: Burzliwy poniedziałek – Christine
- 1994: Serce z kamienia
- 1998–2003: Miodowe lata – Mańkowska
- 1999: Krugerandy – właścicielka mieszkania
- 1999: Świat według Kiepskich – 
  - Irina
  - Redaktorka
  - Dziennikarka
  - Prowadząca program „Przepraszam Cię...”
  - Natasza
- 2000: 13 posterunek 2 – żona Komendanta Stołecznego
- 2000: Duże zwierzę – kobieta robiąca sobie zdjęcie na festynie
- 2000–2001: Miasteczko – Beata Płońska, sąsiadka Gienków
- 2000: Duża przerwa – Regina Kołobudzka
- 2001: Kocham Klarę – Hanna Nowak
- 2022: Haker - członkini komisji egzaminacyjnej
- 2002–2003: Plebania – Ala, partnerka Jerzego Tośka
- 2004–2005: Pierwsza miłość – Elwira, główna księgowa w firmie „Ramzes”
- 2005: Boża podszewka II – Polka okradana przez żołnierzy radzieckich
- 2005: Tak miało być – Zuzanna Kuś
- 2005–2007: Magda M. – Jadwiga Adamska
- 2005: Karol - człowiek, który został papieżem – płacząca kobieta
- 2006: Mrok – pani Wolska
- 2007: Dwie strony medalu – Rybicka, matka Beaty
- 2007: Na Wspólnej – Łucja Kochanowska, księgowa Roberta Malczewskiego
- 2008: Doręczyciel – ciotka Basia
- 2011–2012: Julia – Beata Nogaj, matka Darka
- 2012: Przepis na życie – mama Beaty
- 2012: Czas honoru – Lidia Różańska
- 2012: Hotel 52 – Agnieszka Danisz, mama Łukasza
- 2014: Słodkie życie – Barbara, matka Marzeny
- 2015: Na dobre i na złe – Grażyna Radziszewska, żona Janusza (odc. 594)
- 2018: Druga szansa – matka Elwiry
- 2018: Kler – pani minister
- 2019: Zasada przyjemności – Heike (odc. 10)
- 2020: Sweat – gwiazda italo disco

## Polski dubbing
- 2007: Shrek Trzeci – Wróżka Chrzestna
- 2004: Shrek 2 – Wróżka Chrzestna
- 2003–2005: Sekretny świat misia Beniamina – Halina